# Treat Huey
Treat Conrad Huey (* 28. August 1985 in Washington, D.C., Vereinigte Staaten) ist ein ehemaliger US-amerikanisch-philippinischer Tennisspieler.

## Karriere
Treat Huey, der in den Vereinigten Staaten geboren wurde und dort auch lebt, spielte auf Profiebene ausschließlich im Doppel. Auf der Challenger Tour gewann er 21 Titel, davon allein sieben in der Saison 2011. Damit war er der erfolgreichste Doppelspieler in dieser Saison. Auffällig war dabei, dass Huey diese Titel alle mit unterschiedlichen Partnern gewann. Ebenfalls 2011 erreichte er auf der World Tour sein erstes Finale in Los Angeles. Zusammen mit seinem Partner Somdev Devvarman unterlag er Xavier Malisse und Mark Knowles knapp mit 6:7 (3:7) und 6:7 (10:12). Seinen ersten ATP-Titel gewann er schließlich im August 2012 in seiner Heimatstadt Washington, D.C., als er mit Dauerpartner Dominic Inglot aus Großbritannien im Finale Kevin Anderson und Sam Querrey in drei Sätzen besiegte. 2013 und 2014 folgte jeweils ein weiterer Titel, beide erneut mit Inglot. Am 11. Juli 2016 erreichte er mit Rang 18 seine höchste Platzierung in der Weltrangliste im Doppel.
Treat Huey bestritt von 2009 bis 2017 insgesamt 21 Begegnungen für die philippinische Davis-Cup-Mannschaft. Er gewann 9 seiner 16 Einzelpartien und blieb in 15 seiner 20 Doppelpartien siegreich. Huey beendete im August 2023 seine Karriere.

## Erfolge
| Legende (Anzahl der Siege)  |
| Grand Slam                  |
| ATP World Tour Finals       |
| ATP World Tour Masters 1000 |
| ATP World Tour 500 (3)      |
| ATP World Tour 250 (5)      |
| ATP Challenger Tour (21)    |

| ATP-Titel nach Belag |
| Hartplatz (6)        |
| Sand (1)             |
| Rasen (1)            |

### Doppel

#### Turniersiege

##### ATP World Tour
| Nr. | Datum              | Turnier         | Belag         | Partner              | Finalgegner                       | Ergebnis           |
| --- | ------------------ | --------------- | ------------- | -------------------- | --------------------------------- | ------------------ |
| 1.  | 5. August 2012     | Washington D.C. | Hartplatz     | Dominic Inglot       | Kevin Anderson Sam Querrey        | 7:67, 6:79, [10:5] |
| 2.  | 27. Oktober 2013   | Basel           | Hartplatz (i) | Dominic Inglot       | Julian Knowle Oliver Marach       | 6:3, 3:6, [10:4]   |
| 3.  | 20. Juni 2014      | Eastbourne      | Rasen         | Dominic Inglot       | Alexander Peya Bruno Soares       | 7:5, 5:7, [10:8]   |
| 4.  | 3. Mai 2015        | Estoril         | Sand          | Scott Lipsky         | Marc López David Marrero          | 6:1, 6:4           |
| 5.  | 27. September 2015 | St. Petersburg  | Hartplatz (i) | Henri Kontinen       | Julian Knowle Alexander Peya      | 7:5, 6:3           |
| 6.  | 4. Oktober 2015    | Kuala Lumpur    | Hartplatz (i) | Henri Kontinen       | Raven Klaasen Rajeev Ram          | 7:64, 6:2          |
| 7.  | 27. Februar 2016   | Acapulco        | Hartplatz     | Maks Mirny           | Philipp Petzschner Alexander Peya | 7:65, 6:3          |
| 8.  | 6. August 2017     | Los Cabos       | Hartplatz     | Juan Sebastián Cabal | Sergio Galdós Roberto Maytín      | 6:2, 6:3           |

##### ATP Challenger Tour
| Nr. | Datum             | Turnier             | Belag         | Partner            | Finalgegner                       | Ergebnis                |
| --- | ----------------- | ------------------- | ------------- | ------------------ | --------------------------------- | ----------------------- |
| 1.  | 7. September 2009 | Sevilla             | Sand          | Harsh Mankad       | Alberto Brizzi Simone Vagnozzi    | 6:1, 7:5                |
| 2.  | 12. Oktober 2009  | Tiburon             | Hartplatz     | Harsh Mankad       | Ilija Bozoljac Dušan Vemić        | 6:4, 6:4                |
| 3.  | 2. August 2010    | Vancouver (1)       | Hartplatz     | Dominic Inglot     | Ryan Harrison Jesse Levine        | 6:4, 7:5                |
| 4.  | 9. August 2010    | Binghamton          | Hartplatz     | Dominic Inglot     | Scott Lipsky David Martin         | 5:7, 7:62, [10:8]       |
| 5.  | 28. November 2010 | Toyota              | Teppich       | Purav Raja         | Tasuku Iwami Hiroki Kondō         | 6:1, 6:2                |
| 6.  | 20. Februar 2011  | Meknès              | Sand          | Simone Vagnozzi    | Alessio di Mauro Alessandro Motti | 6:1, 6:2                |
| 7.  | 20. März 2011     | Rimouski            | Hartplatz (i) | Vasek Pospisil     | David Rice Sean Thornley          | 6:0, 6:1                |
| 8.  | 22. Mai 2011      | Cremona             | Hartplatz     | Purav Raja         | Tomasz Bednarek Mateusz Kowalczyk | 6:1, 6:2                |
| 9.  | 3. Juli 2011      | Winnetka            | Hartplatz     | Bobby Reynolds     | Jordan Kerr Travis Parrott        | 7:67, 6:4               |
| 10. | 17. Juli 2011     | Bogotá              | Sand          | Izak van der Merwe | Juan Sebastián Cabal Robert Farah | 7:63, 6:75, [7:2] disq. |
| 11. | 7. August 2011    | Vancouver (2)       | Hartplatz     | Travis Parrott     | Jordan Kerr David Martin          | 6:2, 1:6, [16:14]       |
| 12. | 6. November 2011  | Charlottesville (1) | Hartplatz     | Dominic Inglot     | John Paul Fruttero Raven Klaasen  | 4:6, 6:3, [10:7]        |
| 13. | 10. Juni 2012     | Nottingham          | Rasen         | Dominic Inglot     | Jonathan Marray Frederik Nielsen  | 6:4, 6:79, [10:8]       |
| 14. | 1. November 2014  | Charlottesville (2) | Hartplatz (i) | Frederik Nielsen   | Lewis Burton Marcus Willis        | 3:6, 6:3, [10:2]        |
| 15. | 23. August 2015   | Vancouver (3)       | Hartplatz     | Frederik Nielsen   | Yuki Bhambri Michael Venus        | 7:64, 6:73, [10:5]      |
| 16. | 16. Februar 2020  | Cleveland           | Hartplatz (i) | Nathaniel Lammons  | Luke Saville John-Patrick Smith   | 7:5, 6:2                |
| 17. | 29. Februar 2020  | Columbus            | Hartplatz (i) | Nathaniel Lammons  | Lloyd Glasspool Alex Lawson       | 7:63, 7:64              |
| 18. | 3. Oktober 2020   | Split               | Sand          | Nathaniel Lammons  | André Göransson Hunter Reese      | 6:4, 7:63               |
| 19. | 20. März 2022     | Phoenix             | Hartplatz     | Denis Kudla        | Oscar Otte Jan-Lennard Struff     | 7:610, 3:6, [10:6]      |
| 20. | 30. April 2022    | Savannah            | Sand          | Ruben Gonzales     | Wu Tung-lin Zhang Zhizhen         | 7:63, 6:4               |
| 21. | 22. Oktober 2022  | Hamburg             | Hartplatz (i) | Max Schnur         | Dustin Brown Julian Lenz          | 7:66, 6:4               |

#### Finalteilnahmen
| Nr. | Datum            | Turnier       | Belag         | Partner          | Finalgegner                            | Ergebnis          |
| --- | ---------------- | ------------- | ------------- | ---------------- | -------------------------------------- | ----------------- |
| 1.  | 31. Juli 2011    | Los Angeles   | Hartplatz     | Somdev Devvarman | Xavier Malisse Mark Knowles            | 6:73, 6:710       |
| 2.  | 15. April 2012   | Houston       | Sand          | Dominic Inglot   | Sam Querrey James Blake                | 6:714, 4:6        |
| 3.  | 17. Juni 2012    | Halle         | Rasen         | Scott Lipsky     | Aisam-ul-Haq Qureshi Jean-Julien Rojer | 3:6, 4:6          |
| 4.  | 28. Oktober 2012 | Basel         | Hartplatz (i) | Dominic Inglot   | Daniel Nestor Nenad Zimonjić           | 5:7, 7:64, [5:10] |
| 5.  | 17. März 2013    | Indian Wells  | Hartplatz     | Jerzy Janowicz   | Bob Bryan Mike Bryan                   | 3:6, 6:3, [6:10]  |
| 6.  | 25. Mai 2013     | Düsseldorf    | Sand          | Dominic Inglot   | Andre Begemann Martin Emmrich          | 5:7, 2:6          |
| 7.  | 24. August 2013  | Winston-Salem | Hartplatz     | Dominic Inglot   | Daniel Nestor Leander Paes             | 6:710, 5:7        |
| 8.  | 19. Oktober 2014 | Stockholm     | Hartplatz (i) | Jack Sock        | Eric Butorac Raven Klaasen             | 4:6, 3:6          |
| 9.  | 12. April 2015   | Houston       | Sand          | Scott Lipsky     | Ričardas Berankis Teimuras Gabaschwili | 4:6, 4:6          |
| 10. | 26. Februar 2017 | Delray Beach  | Hartplatz     | Maks Mirny       | Raven Klaasen Rajeev Ram               | 5:7, 5:7          |